# Esafluoro-1,3-butadiene
L'esafluoro-1,3-butadiene è un alogenuro appartenente alla classe degli alcheni. A temperatura ambiente si presenta come un gas tossico inodore, incolore e infiammabile.  Viene usato come agente chimico nel plasma etching di circuiti integrati. I principali paesi produttori di questo composto sono l'Italia e il Giappone.

## Usi
L'esafluoro-1,3-butadiene viene principalmente usato come gas di etching per la realizzazione di semiconduttori. L'uso di questo gas consente di realizzare features di 90nm con un aspect-ratio circa quattro volte e mezza più alto rispetto all'uso di tetrafluoruro di carbonio. L'esafluoro-1,3-butadiene non contiene cloro quindi non ha alcun Ozone Depletion Potentiale ha un basso (<1 ITH 100y) Global Warming Potential a causa dell'elevata velocità di degradazione nell'atmosfera.

## Produzione
Di recente molte compagnie hanno sviluppato tecnologie per produrre l'esafluoro-1,3-butadiene (Asahi Glass, Daikin, NITs MEdkhim, PCBU Services) tuttavia il mercato è dominato solo da due gruppi industriali, l'italiana Ausimont e la giapponese Kanto electrification.
Può essere prodotto secondo diversi metodi chimici:
- Dealogenazione dell'1,4-diiodo-ottafluorobutano

{\displaystyle {\ce {I(CF2)4I +Zn -> C4F6 + ZnI2}}}
- Reazione fra 1,4-dibromo-ottafluorobutano ed etil-magnesio-bromuro:

{\displaystyle {\ce {Br(CF2)4Br +C2H5MgBr -> C4F6 + C5H5Br + MgBr2}}}
- Declorurazione dell'1,2,3,4-tetracloro-esafluorobutano:[3]

{\displaystyle {\ce {C4F6Cl4 +Zn -> C4F6 + ZnCl2}}}